# البرار (بني حشيش)

تعديل مصدري - تعديل

البرار هي إحدى قرى عزلة الشرفة بمديرية بني حشيش التابعة لمحافظة صنعاء، بلغ تعداد سكانها 207 نسمة حسب تعداد اليمن لعام 2004.